# Djippert
De Djippert is een kanaal in de gemeente Súdwest-Fryslân, in de Nederlandse provincie Friesland.
De Djippert loopt van Ferwoude in westelijke richting naar de Dijkvaart, die langs de dijk van de voormalige Zuiderzee loopt. In vroeger tijden had het kanaal een belangrijke transportfunctie voor het dorp. In oostelijke richting is de Djippert verbonden met onder andere de Kleine Vaart, de IJskeboerenvaart, de Indijk en de Workumertrekvaart.
Het voormalige dorpshuis "De Djippert" in Ferwoude was naar de vaart genoemd.